# Grivitsa
Grivitsa (bulgariska: Гривица) är ett distrikt i Bulgarien.   Det ligger i kommunen Obsjtina Pleven och regionen Pleven, i den centrala delen av landet, 140 km nordost om huvudstaden Sofia.
Trakten runt Grivitsa består till största delen av jordbruksmark. Runt Grivitsa är det ganska tätbefolkat, med 155 invånare per kvadratkilometer.